# Parc de la Perle du Lac

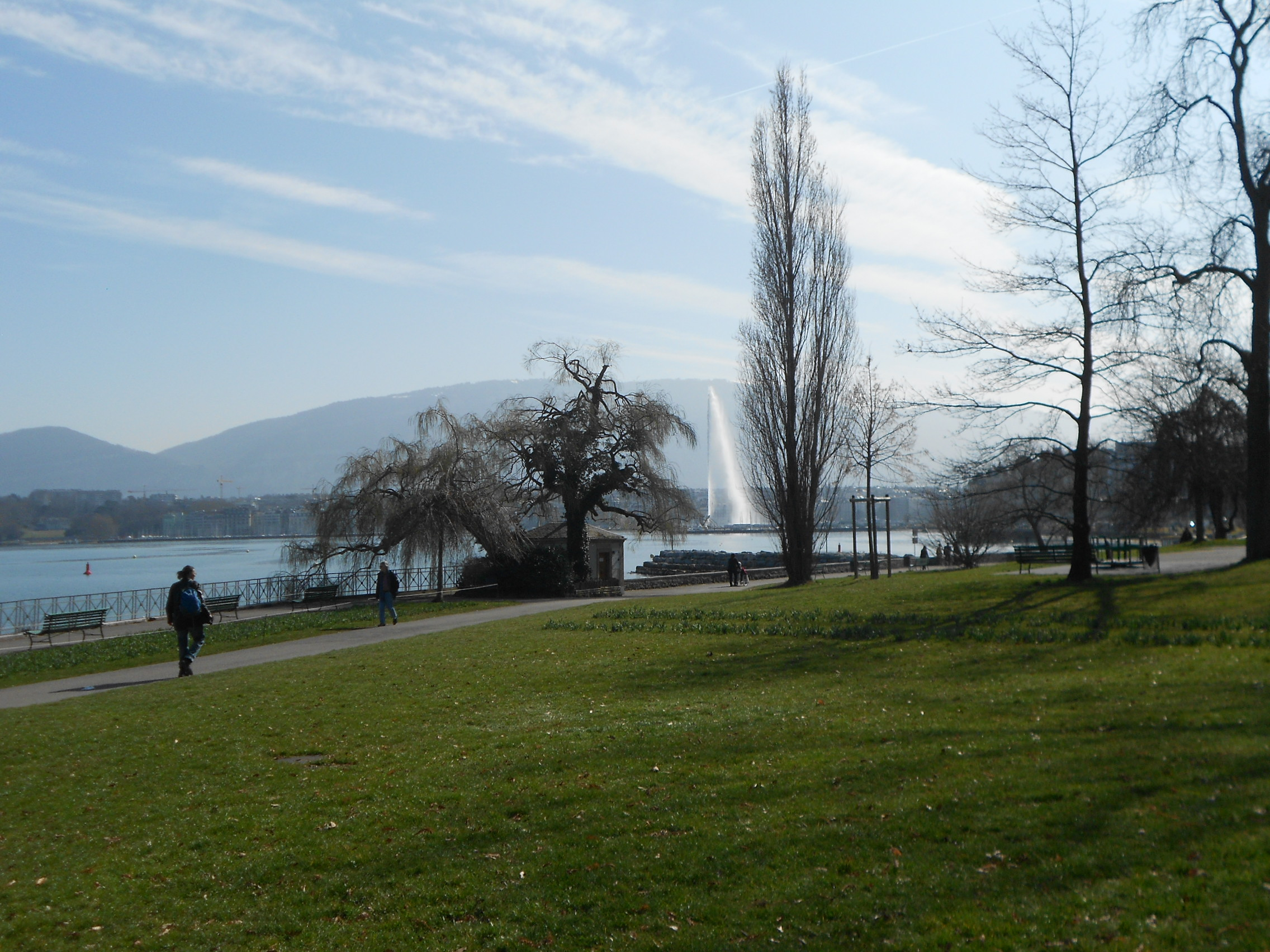
Der Parc de la Perle du Lac am Genfersee

Der Parc de la Perle du Lac ist ein öffentlicher Park und ein Teil der Uferpromenade am Genfersee in der Stadt Genf in der Schweiz.
Er liegt im Gebiet Sécheron am Nordrand des Stadtquartiers Les Pâquis am sanft ansteigenden rechten Ufer des Genfersees in einer Reihe von mehreren öffentlichen Parkanlagen, die sich über mehrere Kilometer am Seeufer erstrecken. Im Areal wurden 1926 Überreste eines römerzeitlichen Landgutes gefunden. Eine weite Rasenfläche, die von Bäumen, andern Gehölzen und Alleen gesäumt ist, umgibt ein klassizistisches Gebäude, die 1830 vom Architekten Félix Callet (1791–1854) gebaute Villa Bartholoni, in der sich das Genfer Museum für Wissenschaftsgeschichte, Musée d’histoire des sciences de la Ville de Genève, ein Kulturgut von nationaler Bedeutung, befindet; seit 2006 ist das Technikmuseum als Abteilung des allgemeinen Genfer Naturkundemuseums Muséum d’histoire naturelle de la Ville de Genève organisiert (davor als Teil des Musée d’art et d’histoire).  Von den Terrassen der Parkanlage aus ist bei guter Fernsicht der Mont Blanc zu sehen.
Der Name der Grünfläche wird von einem Ausspruch der Ehefrau des Unternehmers Hans Wilsdorf abgeleitet, die das schöne Landstück am Genfersee als perle du lac (deutsch «Perle des Sees») bezeichnet haben soll. Hans Wilsdorf, Gründer der Uhrenmarke Rolex, war seit 1924 Hauptbesitzer des Parks. 1926 wurde er enteignet, weil die Société des Nations am See gemäss den ursprünglichen Plänen ihren Hauptsitz errichten wollte. 1928 vermittelte die Stadt Genf der Société des Nations jedoch ein Grundstück im Ariana-Gebiet für den Bau des Palais des Nations und sicherte im Gegenzug den Park am Seeufer als öffentliche Freifläche.

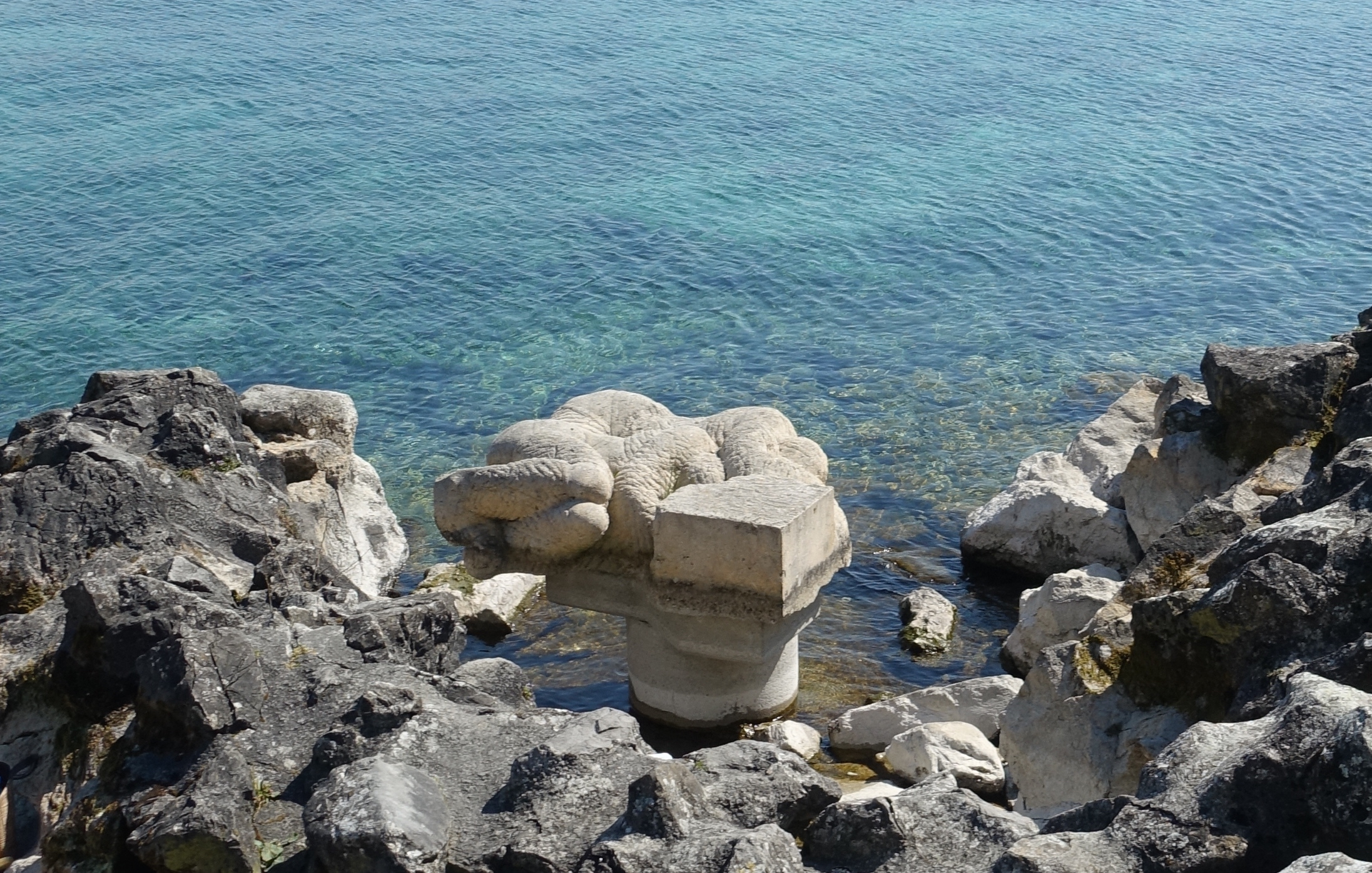
Das Objekt Figures enlacées von Laurent-Dominique Fontana

Dem See entlang und durch den Park führen mehrere Fusswege und ein Veloweg. Der Ausgang westlich der Anlage führt zur Hauptstrasse 1 Genf–Lausanne. Südlich des Parks liegt die Anlegestelle Port de la Perle-du-Lac der kleinen Seeschiffe Mouettes genevoises.
Im Park befinden sich ein Restaurant, ein grosser Zierbrunnen, ein kleinerer Brunnen, ein Denkmal für Miguel Cervantes und am Seeufer das Kunstwerk Figures enlacées von Laurent-Dominique Fontana.